# Yangwang (köpinghuvudort i Kina, Shanxi Sheng, lat 35,51, long 111,12)
Yangwang är en köpinghuvudort i Kina. Den ligger i provinsen Shanxi, i den norra delen av landet, omkring 290 kilometer sydväst om provinshuvudstaden Taiyuan. Antalet invånare är 21 766. Befolkningen består av 10 940 kvinnor och 10 826 män. Barn under 15 år utgör 16,0 %, vuxna 15-64 år 72 %, och äldre över 65 år 10,0 %.
Runt Yangwang är det tätbefolkat, med 319 invånare per kvadratkilometer. Närmaste större samhälle är Nanjie, 19,6 km sydost om Yangwang. Trakten runt Yangwang består till största delen av jordbruksmark.
Genomsnittlig årsnederbörd är 639 millimeter. Den regnigaste månaden är juli, med i genomsnitt 166 mm nederbörd, och den torraste är december, med 2 mm nederbörd.